# Bernhard, Prinț de Saxa-Meiningen
Bernhard, Prinț de Saxa-Meiningen (germană Bernhard, Prinz von Sachsen-Meiningen; 30 iunie 1901 – 4 octombrie 1984) a fost Șeful Casei de Saxa-Meiningen din 1946 până la moartea sa.

## Prinț de Saxa-Meiningen
Bernhard s-a născut la Köln ca al treilea fiu al Prințului Friedrich Johann de Saxa-Meiningen și a contesei Adelaide de Lippe-Biesterfeld. Tatăl său a fost al doilea fiu al lui Georg al II-lea, Duce de Saxa-Meiningen iar mama sa a fost o fiică a contelui Ernst de Lippe-Biesterfeld.
După decesul fratelui său mai mare Prințul Georg în 1946 nepotul său Prințul Frederick Alfred a renunțat la drepturile sale de succesiune așa că Bernhard a succedat la conducerea casei de Saxa-Meiningen și a titlului de Duce de Saxa-Meiningen (ca Bernhard al IV-lea).
Cu prima lui căsătorie a fost una morganatică, al doilea fiu al său Prințul Frederick Konrad i-a succedat la conducerea casei ducele.
Bernhard și prima lui soție au fost declarați vinovați de o conspirație nazistă împotriva Austriei în 1933; el a fost condamnat la șase săptămâni de închisoare în timp ce ea a fost sub arest la domiciliu. După intervenția reprezentantului german, el a fost eliberat după care a plecat în Italia. Trei săptămâni mai târziu a fost arestat în timp ce încerca să se întoarcă la castelul său din Pitzelstaetten.